# Moord in het moeras
Moord in het moeras is een historische jeugdroman uit 1980 van de Nederlandse schrijver Willem Wilmink. Het boek beschrijft de gebeurtenissen rond de Slag bij Ane.

## Plot
Folker is de geadopteerde zoon van Rudolf II van Coevorden. Hij is geen vechtjas zoals Rudolf die hij 'oom Rudolf' noemt, maar wel heeft hij belangstelling voor boeken en vreemde talen. Met zijn vriend Martinus onderneemt hij tochten in de omgeving.
De bisschop van Utrecht, Otto, vindt de Drentse onafhankelijkheidslust van Rudolf maar niets en maakt zich op om Drenthe, formeel deel uitmakend van zijn gebied, te onderwerpen. Folker en zijn beste vriend Martinus raken bijna verzeild in het leger van de bisschop en zien zo hoe dit door de Drenten wordt geprovoceerd en het moeras ingelokt, waarop de zware geharnaste ridders wegzakken en een makkelijke prooi voor de Drenten zijn. Ook bisschop Otto sneuvelt en Folker sluit vriendschap met een adellijke gijzelaar.
Folkers stiefzus Euffemia wordt uitgehuwelijkt aan de stoicijnse Hendrik van Borculo, een Gelderse edelman. Hij heeft sympathie voor de Drentse zaak.
De nieuwe bisschop, Wilbrand, onderneemt een tweede veldtocht naar Drenthe en laat zich niet het moeras inlokken. Het mottekasteel bij Coevorden wordt bezet, maar na enkele maanden komt Coevorden in opstand. Oom Rudolf probeert te onderhandelen te Hardenberg, maar wordt er door handlangers van de bisschop gevangengenomen en terechtgesteld.
Hendrik van Borculo neemt voorlopig de leiding op kasteel Coevorden over, en weet het met behulp van Westfaalse huurlingen succesvol te verdedigen. Folker wil meer van de wereld zien en uiteindelijk geeft Hendrik hem toestemming.

## Trivia
- De titel slaat op de Slag bij Ane, die door de verliezers als 'moord in het moeras' werd aangeduid omdat de boeren niet eerlijk zouden hebben gevochten.
- De toenemende macht van de derde stand ten koste van de adel speelt een rol in het boek, alsmede de destijds opkomende 'volkse' oorlogsvoering die ook in de Guldensporenslag, de veldtochten van Bertrand du Guesclin en Jeanne d'Arc een rol spelen. Een met hooivorken en pieken bewapend boerenlegertje verslaat een ridderleger.
- Het einde van het boek is niet in lijn met de geschiedenis. In werkelijkheid wist de bisschop Drenthe uiteindelijk definitief te onderwerpen.